# Clasificador de subobjetos
En teoría de las categorías, un clasificador de subobjetos es un objeto especial Ω en una categoría; intuitivamente, los subobjetos de un objeto X corresponden a clases de equivalencia(por medio de iso) de los  monomorfismos de X a Ω.

## Ejemplo introductorio
Como ejemplo, dentro de la categoría de conjuntos finitos y aplicaciones entre ellos podemos considerar el conjunto con sólo dos elementos {\displaystyle \Omega }  = {0, 1} y resulta ser un clasificador de subobjetos: a cada subconjunto U de X podemos asignar la función de X hacia {\displaystyle \Omega } que envíe los elementos de U a 1 (véase función característica). Cada una de estas funciones características (de X al {\displaystyle \Omega }) se presentan de esta manera para exactamente un subconjunto U.

## Definición
Para la definición general, comenzamos con una categoría C  que tenga objeto terminal, que denotamos por 1. El objeto {\displaystyle \Omega } de C es un clasificador de subobjetos para C  si existe un morfismo 
1 {\displaystyle \rightarrow \Omega }  con la propiedad siguiente:
para cada monomorfismo j: U {\displaystyle \rightarrow } X hay un morfismo único g: X {\displaystyle \rightarrow \Omega } tales que el diagrama conmutativo siguiente de
```
          
U
 -> 1
       
j
: |    |
          v    v
          
X
 -> 
Ω
```

Un diagrama pullback - es decir, U es el límite del diagrama:
```
             1
             |
             v
     
g
: 
X
 -> 
Ω
```

el morfismo g entonces se llama el morfismo clasificante para el subobjeto j.

## Ejemplos adicionales
Cada topos tiene un clasificador de subobjetos.
- Datos: Q7631737